# Newbiggin-by-the-Sea
Newbiggin-by-the-Sea – miasto i civil parish w Anglii, w hrabstwie Northumberland. Leży 25 km na północ od miasta Newcastle upon Tyne i 419 km na północ od Londynu. W 2011 civil parish liczyła 6308 mieszkańców.